# Obu Toramasa
Obu Toramasa  (飯富 虎昌), né en 1504 et mort le 11 novembre 1565, était l'un des 24 généraux de Takeda Shingen. Il fut un samouraï de l'époque Sengoku au service du clan Takeda. Il fut surnommé « Le tigre sauvage de Kai », il était le frère de Yamagata Masakage. Il avait la charge honorifique Hyôbu-Shôyû (兵部少輔).

## Biographie

### Ses Origines et ses débuts
Toramasa Obu était originaire du clan Iitomi et fut plus tard adopté par le clan Obu. Il semble avoir été le garde du corps de Takeda Shingen lorsque celui-ci était l'héritier du clan Takeda. Il servit d'abord sous les ordres de Takeda Nobutora et fut l'un des artisans du complot qui entraîna sa chute. À la mort de ce dernier son fils, Takeda Shingen, prit le contrôle du clan Takeda.

### « Le tigre sauvage de Kai»
C'est à la suite de ces évènements qu'Obu Toramasu devint l'un des 24 généraux de Takeda Shingen ainsi que le tuteur et garde du corps de l'héritier du clan de Takeda Yoshinobu. On lui confia le commandement du château d'Uchiyama dans la Province de Shinano où il se distingua en affrontant avec succès une armée de 8000 hommes commandée par Uesugi Kenshin avec seulement 800 combattants. Ce fait d'armes et d'autres lui vaudront le surnom de Kai no mōko, « Le tigre sauvage de Kai ». Il tira de ce remarquable succès une image très respectueuse mais s'attira aussi la suspicion de ses supérieurs.

### La rébellion de Yoshinobu Takeda
À la suite de la 4e bataille de Kawanakajima Takeda Yoshinobu entre en rébellion contre son père, Obu Toramasa  se joignit à celui-ci, trahissant ainsi Takeda Shingen. Il fut plus tard emprisonné avec Yoshinobu qu'il fut accusé d'avoir manipulé et poussé à la rébellion. Il accomplira le suicide traditionnel, le seppuku, le 11 novembre 1565.

### Divers
Obu Toramasa et ses hommes portaient tous des armures rouges au combat, ce qui leur valurent le surnom de "unité rouge" ou "unité de feu". Après sa mort, son frère Yamagata Masakage équipera à son tour ses hommes et lui-même d'armures rouge, Ii Naomasa s'inspira de ces derniers pour créer ses "démons rouges".